# Walter Matthysse
Walter Darío Matthysse (nacido el 29 de agosto de 1978) es un ex boxeador profesional argentino que compitió de 2002 a 2009. Fue retador al título mundial wélter FIB en 2007 y a nivel regional fue campeón del título latino wélter OMB entre 2004 y 2006. Es el hermano mayor de la ex campeona mundial Edith Soledad Matthysse y el ex boxeador profesional Lucas Matthysse. Es el padre del boxeador profesional Ezequiel Matthysse.

## Biografía
Walter Matthysse es el hermano mayor de Lucas Matthysse y Edith Soledad Matthysse. Es el padre de Ezequiel Matthysse, quien también es boxeador profesional.

## Carrera profesional
Antes de su primera derrota como boxeador profesional, Walter Matthysse logró obtener un récord invicto de 25 peleas ganadas, las cuales 24 fueron por nocaut.

### Debut en Estados Unidos
El 8 de diciembre de 2005, Walter Matthysse tuvo su debut como profesional en Estados Unidos. Le ganó por nocaut a los 147 segundos del primer round al estadounidense Xavier Toliver y se coronó campeón FECARBOX (Federación Caribeña de Boxeo) del Consejo Mundial de Boxeo en el peso wélter.

### Kermit Cintron
El 14 de julio de 2007, Kermit Cintrón fue dominante en su primer defensa de título, derribando al argentino Matthysse tres veces en su camino hacia una victoria por nocaut a los 29 segundos del segundo asalto (la pelea de Cintrón-Matthysse fue la principal pelea de cartelera de un título de la OMB, pelea entre el retador Williams y Antonio Margarito).

### Paul Williams
Con anterioridad a este partido, Matthysse nunca había sido abatido por cualquier adversario, a pesar de que había sufrido una derrota por nocaut técnicoen el décimo asalto en mayo de 2006 a manos de Paul Williams.

## Títulos
- Título de peso wélter CMB FECARBOX (2005).
- Título CMB Mundo Hispano de peso super wélter (2005).
- Título de peso wélter latino de la OMB (2004-2006).[9]